# Patric Cabral Lalau
Patric Cabral Lalau, genannt Patric, (* 25. März 1989 in Criciúma) ist ein brasilianischer Fußballspieler. Der Rechtsfuß wird auf der rechten Abwehrseite oder rechts im Mittelfeld eingesetzt.

## Karriere
Patric startete seine Laufbahn in der Jugendmannschaft von Criciúma EC in seiner Heimatstadt. Im Juni 2009 wurde der Spieler bei Benfica Lissabon als neues Teammitglied vorgestellt. Bereits im August desselben Jahres wurde er aber wieder nach Brasilien zum Cruzeiro EC ausgeliehen. 2011 wurde Patric dann von Atlético Mineiro unter Vertrag genommen. Nach mehreren Vertragsverlängerungen, zuletzt bis Ende 2021, und Leihgeschäften, wurde Patric im April 2020 von Sport Recife übernommen.
Im Juli 2021 wechselte Patric zum Ligakonkurrenten América Mineiro. Dem Klub blieb er bis zum Ende der Série A 2022 im November des Jahres treu. Zum Start in die Saison 2023 erhielt er einen Kontrakt beim Athletic Club (MG) aus São João del-Rei. Nach einer Zwischenstation beim Itabirito FC im Modul II der Staatsmeisterschaft von Minas Gerais, ging es zum Amazonas FC. Mit dem gewann er im Oktober die Série C 2023, welches zum Aufstieg in die Série B 2024 berechtigte. Nach deren Beendigung ging seine Reise 2025 durch unterklassige Klubs weiter.

## Nationalmannschaft
Mit der U-20 Auswahl Brasiliens nahm Patric an der U-20-Fußball-Südamerikameisterschaft 2009 teil.

## Erfolge
Nationalmannschaft
- U-20-Fußball-Südamerikameisterschaft: 2009

Coritiba
- Staatsmeisterschaft von Paraná: 2013

Sport Recife
- Copa do Nordeste: 2014

Atlético Mineiro
- Staatsmeisterschaft von Minas Gerais: 2015

Vitória
- Staatsmeisterschaft von Bahia: 2017

Amazonas
- Série C: 2023